# 폴 H. 니츠 고등국제학대학
폴 니츠 고등국제학대학원(Paul H. Nitze School of Advanced International Studies, SAIS)은 존스 홉킨스 대학교 소속기관으로, 국제관계, 경제, 외교, 정책연구 및 교육분야에서 세계적으로 유명한 대학원이다. 캠퍼스는 워싱턴 D.C.에 위치하고 있는데, 외국 대사관이 59개나 위치한 메사추세츠 거리의 "대사관 길"에 자리 잡고 있다. 줄여서 SAIS라고 불리기도 한다. 전 세계에서 매우 우수한 많은 학생들이 지원을 하며, 입학은 매우 어렵다.

## 역사
SAIS는 1943년, 폴 니체(Paul H. Nitze)와 크리스찬 허터(Christian Herter)가 설립하였으며, 1950년 존스 홉킨스 대학교에 편입되었다. 제 2차 세계대전 당시, 전후 미국이 맡게 될 여러 문제와 책임들에 대처 할 수 있는 젊은이들을 양성하기 위해 소수의 정치인들이 설립하였던 것이다.
설립자들은 타 대학에서 여러 교수 및 학자들을 모셔와 강의를 하도록 하였는데, 주로 국제관계, 국제정치 및 외국어를 가르쳤다. 대학의 커리큘럼은 매우 학문적이면서도 실용적이도록 고안되었다. 대학의 위치는 자연스럽게 워싱턴 D.C.로 선택하게 되었는데, 이는 미국의 외교정책이 정해지는 곳이 바로 워싱턴이기 때문이다. 1944년 첫 개강당시 15명의 학생이 등록하였다.
1955년, SAIS는 이탈리아 볼로냐에 "SAIS 볼로냐센터"를 설립하였는데, 이는 유럽에 위치한 첫 미국대학 소속 대학원이었다. 1963년에 이르러 SAIS는 플로리다 거리에 숙소를 짓게 됨은 물론, 계속 성장하여 현재 캠퍼스가 위치한 메사추세츠 거리로 자리를 옮겼다. 1986년에는 중국 난징에 홉킨스-난징센터가 설립되었다.

## 조직 및 학업과정
SAIS는 3개의 대륙에 캠퍼스를 둔 글로벌 대학이다. 약 600여명의 정규 학생이 워싱턴 D.C. 캠퍼스에서 공부하고 있으며, 190명의 학생들이 볼로냐 캠퍼스에, 160여명의 학생들이 난징 캠퍼스에서 수학하고 있다. 이들 중 60%는 미국학생들이며, 37%는 70개국에서 온 외국학생들이다. 50%의 학생들이 여성이며, 22%는 미국의 소수인들이다. SAIS 볼로냐센터는 유럽 유일의 미국대학 소속 전임 국제관계대학원이며, 홉킨스-난징센터는 난징대학교와 협력으로 운영되고 있다. 수업은 영어와 중국어로 강의된다.
SAIS는 다학제적(multi-disciplinary) 교육에 중점을 두어, 일반석사(Master of Arts), 국제공공정책학석사(MIPP, Master of International Public Policy)와 박사학위를 수여한다. 매년 약 300여명의 학생들은 워싱턴 캠퍼스에서 졸업하는데, 이들의 대부분은 2년제 과정인 국제관계학석사와 국제경제학석사를 취득한다. 타 국제관계 대학원들과는 달리, SAIS는 전공과목은 물론, 졸업을 위해서는 국제경제학 과정, 외국어 시험과 석사논문 대신 1시간에 걸친 구두시험을 요구한다. 이 구두시험과 국제경제학 과정은 SAIS 석사 특유의 요구사항이다.
국제경제, 국제관계(분쟁관리, 에너지자원 및 환경, 광역이론 및 역사, 국제법 및 국제기구, 국제전략), 국제개발, 아프리카 연구, 미국외교정책, 아시아 연구(한국, 중국, 일본, 동남아시아, 남아시아), 유럽학, 중동학, 러시아&유라시아 연구, 서반구 연구(캐나다, 라틴 아메리카), 그리고 15개의 외국어를 배울 수 있다.
SAIS는 펜실베니아 대학교의 와튼 경영대학(Wharton School of Business), 다트머스 대학교의 터크 경영대학(Tuck School fo Business), 존스 홉킨스 대학교의 블룸버그 공중보건대학, 스탠퍼드 법학대학원, 버지니아 대학교 법학대학원, 난징대학교와 시러큐스 대학교의 맥스웰 행정대학원(Maxwell School of Citizen and Public Affairs)과의 정규 공동학위과정도 제공한다.

## 명성
2005년, 윌리엄 앤 매리대학(College of William & Mary)이 1,000명 이상의 외교정책분야 관련인을 대상으로 한 연구에 따르면, 65%이상의 설문자가 외교정책분야로 나가기 위해 가장 좋은 교육을 받을 수 있는 대학으로 존스 홉킨스 대학교의 SAIS를 선택했다. 2007년, 같은 연구의 결과로는 조지타운 대학교의 월시 외교대학원(Walsh School of Foreign Service)이 1위, 존스 홉킨스의 SAIS가 2위를 차지했다.
1990년 이래, 법학대학원이 아닌 대학으로는 존스 홉킨스의 SAIS와 터프츠의 플레처 스쿨만이 유명한 Philip C. Jessup 국제모의법정 대회에 참가해왔다. SAIS 학생들은 타 대학의 정규 법대생들과 경쟁함에도 불구하고 매우 좋은 성적을 얻어왔다. 조지타운 대학교, 버지니아 대학교와 메릴랜드 대학교의 법대생들과 경쟁하여 좋은 성적을 거두기도 하였다.
SAIS 학생들은 세계 유수의 경영대학생들이 참가하는 선더버드 경영대학원 (Thunderbird School of Global Management)이 주최 "지속가능 혁신 정상회의"에 참가하여 2007년과 2008년 두차례 모두 1위를 차지하였다.
미국 위싱턴의 국무부, 국방부, CIA 등 각종 정부기관의 직원들이 커리어 관리를 위해 다수 등록하고 있으며 IMF, 세계은행 등 워싱턴 소재 국제금융기구들과 부르킹스, CSIS, AEI, CNAS 등 씽크탱크들과 함께 워싱턴의 지식 생태계를 이루고 있다.
덧: 최근에는 미국 재벌 블룸버그가 거액을 기부하여 워싱턴 D.C. 펜실베니아 애비뉴에 소재한 뉴지엄으로 캠퍼스를 옮겼다. 따라서 브루킹스, CSIS, AEI 등 미국 굴지의 씽크탱크들과 길 하나를 두고 Embassy Row에 옹기종기 모여있던 상황을 벗어나게 되었다. 한국의 현대에서 거액을 희사해서 정주영 국제관계 교수직을 설치한 적이 있고 최근에도 졸업생 정몽준 회장이 거액을 기부해 한국연구 관련 교수직을 설치 했다.

## 저명한 동문
현재 15,000명 이상의 SAIS 동문이 약 140개국에서 근무하고 있으며, 130여명은 대사 혹은 외교관이 되었다. 이들 중에는 메들린 알브라이트 전 미 국무장관, 티모시 가이스너 현 미 재무부장관, 마하마트 알리 아도움 전 차드 주미대사, 피터 엘가이어 미 무역대표부 보좌역, 피터 플래허티 맥킨지 & 컴퍼니 명예이사, 로버트 포드 전 주 알제리 대사, 파멜라 플래허티 시티그룹 재단 대표이사 사장 및 존스 홉킨스 대학교 이사장, 제프리 가튼 전 미 상무부 차관 및 전 예일 대학교 경영대학원 총장, 가이어 하르데 전 아이슬란드 총리, 이태식 전 주미국 대사, 존 맥래플린 전 미국 중앙정보부(CIA) 부장, 페데리코 미놀리 전 두카티 모터(Ducati Motor Holding) 대표이사, 카산드라 월든 UNDP 외부통신실장, 왕광야 전 주UN 중국대사, 클리프튼 와튼 전 미 국무차관 등이 있다. SAIS 졸업생들은 월드뱅크, IMF 등 국제 경제,개발, 금융기구 내에 탄탄한 네트워크를 구축하고 있는 것으로 알려져 있다.
저명한 한국인 졸업생으로는 국회의원 정몽준, 현 외교부장관인 윤병세, 삼성 엔지니어링 사장 및 대한 빙상경기 연맹 회장인 김재열, 전 외교통상부 장관이자 서울대 외교학과 교수로 안철수 대선캠프 외교정책 자문을 맡았던 윤영관 등이 있다.
널리 알려진 교수진에는 End of History의 저자 프랑시스 후쿠야마, 전 재무장관이자 골드만 삭스의 전 CEO인 헨리 폴슨 등이 있다. 이외에도 각 분야의 전,현직 전문가들의 교습을 담당한다.
2013년 7월부로 스티브 보즈워스 전 주한미국대사 및 전 플레처 스쿨 학장이 존스홉킨스대학교 폴니츠고등국제학대학원 한미관계연구소 (U.S.- Korea Institute at SAIS)회장으로 부임하였다.

## 같이 보기
- 존스 홉킨스 대학교
- 플레처 스쿨